# Giorno di Waitangi
Il Giorno di Waitangi (in inglese Waitangi Day, in māori Te Rā o Waitangi) è la festa nazionale della Nuova Zelanda. Segna l’anniversario della stipula del Trattato di Waitangi, il 6 febbraio 1840. Il Trattato era un accordo tra la Corona Britannica, tramite i suoi rappresentanti, e i capi delle tribù indigene dei Maori, e perciò è riconosciuto da molti come il documento di fondazione del Paese.
Il Giorno di Waitangi venne festeggiato per la prima volta nel 1934, e venne reso un giorno festivo nazionale nel 1974. I festeggiamenti si svolgono ogni anno il 6 febbraio, a meno che non cada di sabato o domenica, in quel caso si festeggia il seguente lunedì.

## Celebrazioni
Le cerimonie hanno luogo a Waitangi, un paesino nella parte più settentrionale dell'Isola del Nord della Nuova Zelanda, e anche altrove per commemorare la firma del Trattato. Si tengono una varietà di eventi, tra cui feste, hui Maori (incontri sociali), momenti di riflessione sulla storia della Nuova Zelanda, cerimonie ufficiali di premiazione e di cittadinanza. La commemorazione è stata anche al centro di proteste da parte di attivisti Maori e, occasionalmente, di controversie.

## Storia

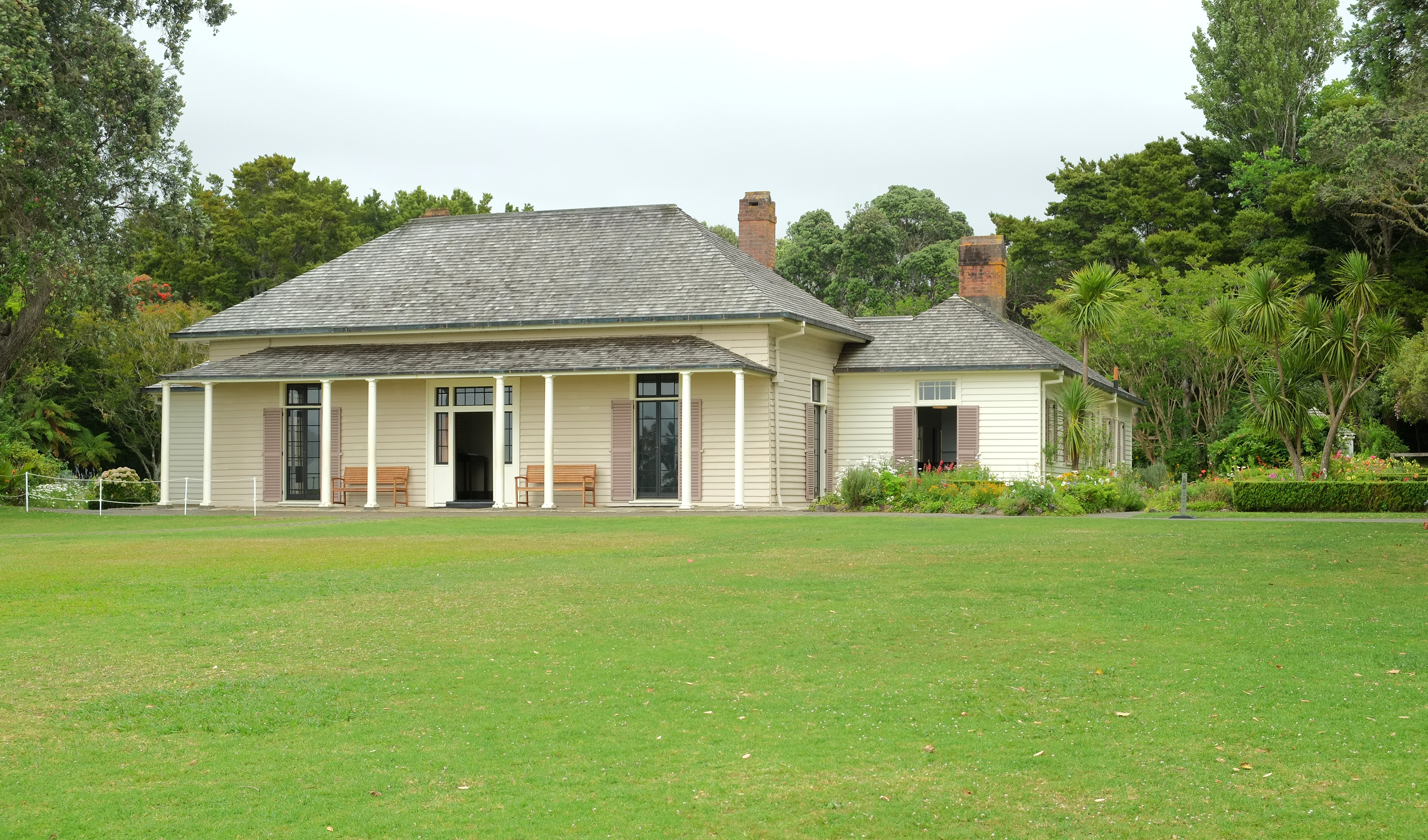
La “Casa del Trattato” ed il suo giardino a Waitangi, dove il Trattato venne firmato per la prima volta. Il primo Giorno di Waitangi venne festeggiato in questo giardino il 6 febbraio 1934.

Il Trattato di Waitangi (in inglese Treaty of Waitangi, in Maori Te Tiriti o Waitangi) venne stipulato il 6 febbraio 1840 nel giardino della casa di James Busby, oggi conosciuta come “casa del Trattato”, a Waitangi, nella Baia delle Isole. Il trattato venne firmato da dei rappresentanti della Corona Britannica e, inizialmente, da circa 45 capi Maori. Nei sette mesi successivi, copie del trattato furono portate in giro per l’arcipelago neozelandese dai britannici, e alla fine circa 540 capi Maori lo ebbero firmato. La firma garantiva sulle isole della Nuova Zelanda, la sovranità britannica, che fu ufficialmente proclamata dal Luogotenente/Governatore della Nuova Zelanda, William Hobson, il 21 maggio 1840.

### Celebrazioni precedenti
Prima del 1934, la maggior parte delle celebrazioni della fondazione della Nuova Zelanda come colonia, si teneva il 29 gennaio, data in cui William Hobson arrivò nella Baia delle Isole per emettere la proclamazione della sua nomina, preparata dall’ufficio coloniale in Inghilterra. Hobson non aveva con sé una bozza del Trattato. Dal punto di vista britannico, la proclamazione era il documento legalmente fondamentale, e “ciò che diceva il trattato era meno importante”.
Nel 1932, il Governatore Generale Lord Bledisloe e sua moglie acquistarono e donarono alla nazione la casa in rovina di James Busby, la “Casa del Trattato”, in cui questo era stato firmato per la prima volta. Successivamente, donarono 500 sterline per il restauro dell’edificio. La Casa del Trattato e giardino furono trasformati in una riserva pubblica, inaugurata il 6 febbraio 1934. Questo evento è considerato il primo Giorno di Waitangi.
Nel 1940, un'altra cerimonia si tenne sul medesimo terreno per commemorare il centenario della firma del trattato. L’evento fu un successo e contribuì a rafforzare l’importanza del Trattato e della sua ricorrenza nella coscienza nazionale.